# Zhanghengite
La zhanghengite de formule chimique (Cu,Zn,Fe,Al,Cr) est un minéral composé à 80 % de cuivre et de zinc, à 10 % de fer, le reste étant composé de chrome et d'aluminium,. De couleur est jaune doré, elle a été découverte en 1986 dans la matrice de la météorite Boxian, tombée en Chine où elle côtoie la wüstite, la whitlockite, la troïlite, la taénite, le quartz, un plagioclase, la pentlandite, la magnésioferrite, la kamacite, l'ilménite, le graphite, la dolomite, le corindon, le cuivre, le clinopyroxène, l'orthose et la biotite, mais aussi des membres du sous-groupe des orthopyroxènes, de la chromite, de la calcite et du groupe des olivines.
La zhanghengite porte le nom de Zhang Heng, un  astronome chinois de l'Antiquité. Son symbole IMA est Zhg.
Outre le matériau type de la météorite chondrite de Bozhou en Chine, elle a été trouvée dans plusieurs gisements à travers le monde. Au Brésil, elle a été signalée dans le complexe de Rio Jacaré, plus précisément dans la mine de Maracás Menchen, située dans l'État de Bahia. En Inde, des échantillons de la zhanghengite ont été trouvés sur les rives de la rivière Mahanadi, dans le district d'Anugul, dans l'État d'Odisha. Au Kazakhstan, le gisement de Raigorodok dans la région d'Akmola a également révélé la présence de la zhanghengite. En Russie, elle a été recensée dans le district de Bystrinsky, dans le kraï du Kamtchatka, dans le champ aurifère de Baranyevskoe. Enfin, des échantillons ont également été trouvés au Vietnam, ainsi que sur la Lune, à l'emplacement d'atterrissage de la sonde soviétique Luna 20 sur Terra Apollonius.